# Vintergrøn-familien
Vintergrøn-familien (Pyrolaceae) var under Cronquists system en familie med 4 slægter. Undertiden var otte slægter i Snylterod-familien Monotropaceae også inkluderet. I det nuværende, fylogenetiske system henføres alle til Lyng-familien (Ericaceae)